# Bolide Motor Car
Die Bolide Motor Car Corporation war ein US-amerikanischer Automobilhersteller, der von 1969 bis 1970 oder 1971 in Hurlington (New York) ansässig war. Präsident der Gesellschaft war Andrew J. Griffith jr., der vorher Griffith Motors vorstand.
Gebaut wurden zwei Wettbewerbsmodelle:
Der Can Am I war ein zweisitziger Roadster mit Ford-V8-Mittelmotor, der 5752 cm³ Hubraum hatte. Der Radstand betrug 2286 mm, die Gesamtlänge 4394 mm und das Gewicht 738 kg. Er war zum Preis von US$ 3500,– erhältlich und war zum Einsatz bei Straßenrennen gedacht.
Daneben gab es den Sports Utility. Dies war ein zweitüriger Pick-up mit Jeep-V6-Motor, der einen Hubraum von 3687 cm³ hatte und eine Leistung von 160 bhp (118 kW) bei 4200 min−1 bot. Er war zur Teilnahme an Geländewettbewerben gedacht.